# National Hockey League 1999-2000
La stagione 1999-2000 è stata la 83ª edizione della National Hockey League. La stagione regolare iniziò il 1º ottobre 1999 per poi concludersi il 9 aprile 2000, mentre i playoff della Stanley Cup terminarono il 27 maggio 2000. I Toronto Maple Leafs ospitarono l'NHL All-Star Game presso il Air Canada Centre il 6 febbraio 2000, serata durante la quale fu ritirata in tutta la NHL la maglia numero 99 di Wayne Gretzky. La finale di Stanley Cup finì il 9 giugno con la vittoria dei New Jersey Devils contro i Dallas Stars per 4-2. Per i New Jersey Devils fu la seconda Stanley Cup conquistata nel corso della loro storia.
Per la prima volta in stagione regolare fu assegnato un punto anche alla formazione sconfitta nei tempi supplementari, mentre in precedenza non ne venivano assegnati. Tale scelta fu fatta per scongiurare tattiche troppo conservative nella speranza di giungere al pareggio. La stagione 1999–2000 fu la prima disputata dagli Atlanta Thrashers. Furono inseriti nella Southeast Division, segnando il ritorno della NHL ad Atlanta dopo la breve esperienza degli Atlanta Flames. Per i Carolina Hurricanes fu il primo anno giocato alla Raleigh Entertainment and Sports Arena, mentre i Los Angeles Kings esordirono presso lo Staples Center dopo 32 stagioni al The Forum ed i Colorado Avalanche debuttarono nel Pepsi Center. Fu istituito un nuovo premio, il Roger Crozier Saving Grace Award, assegnato al portiere con la miglior percentuale di parate.

## Squadre partecipanti
- Atlanta Thrashers
- Boston Bruins
- Buffalo Sabres
- Calgary Flames
- Carolina Hurricanes
- Chicago Blackhawks
- Colorado Avalanche
- Dallas Stars
- Detroit Red Wings
- Edmonton Oilers
- Florida Panthers
- Los Angeles Kings
- Mighty Ducks Anaheim
- Montreal Canadiens

- Nashville Predators
- New Jersey Devils
- New York Islanders
- New York Rangers
- Ottawa Senators
- Philadelphia Flyers
- Phoenix Coyotes
- Pittsburgh Penguins
- San Jose Sharks
- St. Louis Blues
- Tampa Bay Lightning
- Toronto Maple Leafs
- Vancouver Canucks
- Washington Capitals

## Pre-season

### NHL Expansion Draft
L'Expansion Draft si tenne il 25 giugno 1999 presso il FleetCenter di Boston, in Massachusetts. Il draft ebbe luogo per permettere di completare il roster della nuova franchigia iscritte in NHL a partire dalla stagione 1999-2000, gli Atlanta Thrashers.

### NHL Entry Draft
L'Entry Draft si tenne il 26 giugno 1999 presso il FleetCenter di Boston, in Massachusetts. Gli Atlanta Thrashers nominarono come prima scelta assoluta il centro ceco Patrik Štefan. Altri giocatori rilevanti selezionati per giocare in NHL furono Daniel Sedin, Henrik Sedin, Luca Cereda ed Henrik Zetterberg.

## Stagione regolare

### Classifiche
= Qualificata per i playoff,       = Primo posto nella Conference,       = Vincitore del Presidents' Trophy, ( ) = Posizione nella Conference

#### Eastern Conference
Northeast Division
|    |                         | PG | V  | S  | N  | OTS | GF  | GS  | PT  |
| -- | ----------------------- | -- | -- | -- | -- | --- | --- | --- | --- |
| 1. | Toronto Maple Leafs (3) | 82 | 45 | 27 | 7  | 3   | 246 | 222 | 105 |
| 2. | Ottawa Senators (6)     | 82 | 41 | 28 | 11 | 2   | 244 | 210 | 95  |
| 3. | Buffalo Sabres (8)      | 82 | 35 | 32 | 11 | 4   | 213 | 204 | 85  |
| 4. | Montreal Canadiens (10) | 82 | 35 | 34 | 9  | 4   | 196 | 194 | 83  |
| 5. | Boston Bruins (11)      | 82 | 24 | 33 | 19 | 6   | 210 | 248 | 73  |

Atlantic Division
|    |                         | PG | V  | S  | N  | OTS | GF  | GS  | PT  |
| -- | ----------------------- | -- | -- | -- | -- | --- | --- | --- | --- |
| 1. | Philadelphia Flyers (1) | 82 | 45 | 22 | 12 | 3   | 237 | 179 | 105 |
| 2. | New Jersey Devils (4)   | 82 | 45 | 24 | 8  | 5   | 251 | 203 | 103 |
| 3. | Pittsburgh Penguins (7) | 82 | 31 | 31 | 8  | 6   | 241 | 236 | 88  |
| 4. | New York Rangers (11)   | 82 | 29 | 38 | 12 | 3   | 218 | 246 | 73  |
| 5. | New York Islanders (13) | 82 | 24 | 33 | 19 | 6   | 194 | 275 | 58  |

Southeast Division
|    |                          | PG | V  | S  | N  | OTS | GF  | GS  | PT  |
| -- | ------------------------ | -- | -- | -- | -- | --- | --- | --- | --- |
| 1. | Washington Capitals (2)  | 82 | 44 | 24 | 12 | 2   | 227 | 194 | 102 |
| 2. | Florida Panthers (5)     | 82 | 43 | 27 | 6  | 6   | 244 | 209 | 98  |
| 3. | Carolina Hurricanes (9)  | 82 | 37 | 35 | 10 | 0   | 217 | 216 | 84  |
| 4. | Tampa Bay Lightning (14) | 82 | 19 | 47 | 9  | 7   | 204 | 310 | 54  |
| 5. | Atlanta Thrashers (15)   | 82 | 14 | 57 | 7  | 4   | 170 | 313 | 39  |

#### Western Conference
Northwest Division
|    |                        | PG | V  | S  | N  | OTS | GF  | GS  | PT |
| -- | ---------------------- | -- | -- | -- | -- | --- | --- | --- | -- |
| 1. | Colorado Avalanche (3) | 82 | 42 | 28 | 11 | 1   | 233 | 201 | 96 |
| 2. | Edmonton Oilers (7)    | 82 | 32 | 26 | 16 | 8   | 226 | 212 | 88 |
| 3. | Vancouver Canucks (10) | 82 | 30 | 29 | 15 | 8   | 227 | 237 | 83 |
| 4. | Calgary Flames (12)    | 82 | 31 | 36 | 10 | 5   | 211 | 256 | 77 |

Central Division
|    |                          | PG | V  | S  | N  | OTS | GF  | GS  | PT  |
| -- | ------------------------ | -- | -- | -- | -- | --- | --- | --- | --- |
| 1. | St. Louis Blues (1)      | 82 | 51 | 19 | 11 | 1   | 248 | 165 | 114 |
| 2. | Detroit Red Wings (4)    | 82 | 48 | 22 | 10 | 2   | 278 | 210 | 108 |
| 3. | Chicago Blackhawks (11)  | 82 | 33 | 37 | 10 | 2   | 242 | 245 | 78  |
| 4. | Nashville Predators (13) | 82 | 28 | 40 | 7  | 7   | 199 | 240 | 70  |

Pacific Division
|    |                          | PG | V  | S  | N  | OTS | GF  | GS  | PT  |
| -- | ------------------------ | -- | -- | -- | -- | --- | --- | --- | --- |
| 1. | Dallas Stars (2)         | 82 | 48 | 24 | 8  | 2   | 241 | 187 | 102 |
| 2. | Los Angeles Kings (5)    | 82 | 40 | 27 | 12 | 3   | 217 | 192 | 94  |
| 3. | Phoenix Coyotes (6)      | 82 | 38 | 28 | 13 | 3   | 252 | 228 | 90  |
| 4. | San Jose Sharks (8)      | 82 | 35 | 27 | 17 | 3   | 214 | 212 | 87  |
| 5. | Mighty Ducks Anaheim (9) | 82 | 25 | 41 | 11 | 5   | 188 | 245 | 83  |

### Statistiche

#### Classifica marcatori
La seguente lista elenca i migliori marcatori al termine della stagione regolare.

| Giocatore     | Squadra              | PG | G  | A  | Pt | +/- | MP  |
| ------------- | -------------------- | -- | -- | -- | -- | --- | --- |
| Jaromír Jágr  | Pittsburgh Penguins  | 63 | 42 | 54 | 96 | +25 | 50  |
| Pavel Bure    | Florida Panthers     | 74 | 58 | 36 | 94 | +25 | 16  |
| Mark Recchi   | Philadelphia Flyers  | 82 | 28 | 63 | 91 | +20 | 50  |
| Paul Kariya   | Mighty Ducks Anaheim | 74 | 42 | 44 | 86 | +22 | 24  |
| Teemu Selänne | Mighty Ducks Anaheim | 79 | 33 | 52 | 85 | +6  | 12  |
| Owen Nolan    | San Jose Sharks      | 78 | 44 | 40 | 84 | -1  | 110 |
| Tony Amonte   | Chicago Blackhawks   | 82 | 43 | 41 | 84 | +10 | 48  |
| Mike Modano   | Dallas Stars         | 77 | 38 | 43 | 81 | 0   | 48  |
| Joe Sakic     | Colorado Avalanche   | 60 | 28 | 53 | 81 | +30 | 28  |
| Steve Yzerman | Detroit Red Wings    | 78 | 35 | 44 | 79 | +28 | 34  |

#### Classifica portieri
La seguente lista elenca i migliori portieri al termine della stagione regolare.

| Giocatore          | Squadra             | PG | Min     | V  | S  | P  | OTS | GS  | SO | Sv%  | MGS  |
| ------------------ | ------------------- | -- | ------- | -- | -- | -- | --- | --- | -- | ---- | ---- |
| Brian Boucher      | Philadelphia Flyers | 35 | 2037:35 | 20 | 10 | 3  | 3   | 65  | 4  | .918 | 1.91 |
| Roman Turek        | St. Louis Blues     | 67 | 3960:28 | 42 | 15 | 9  | 0   | 129 | 7  | .912 | 1.95 |
| Ed Belfour         | Dallas Stars        | 62 | 3620:23 | 32 | 21 | 7  | 4   | 127 | 4  | .919 | 2.10 |
| José Théodore      | Montreal Canadiens  | 30 | 1655:03 | 12 | 13 | 2  | 1   | 58  | 5  | .919 | 2.10 |
| John Vanbiesbrouck | Philadelphia Flyers | 50 | 2949:42 | 19 | 9  | 2  | 1   | 63  | 3  | .907 | 2.20 |
| Dominik Hašek      | Buffalo Sabres      | 35 | 2066:26 | 15 | 11 | 6  | 2   | 76  | 3  | .919 | 2.21 |
| Martin Brodeur     | New Jersey Devils   | 72 | 4311:54 | 43 | 20 | 8  | 3   | 161 | 6  | .910 | 2.24 |
| Olaf Kölzig        | Washington Capitals | 73 | 4370:50 | 41 | 20 | 11 | 2   | 163 | 5  | .917 | 2.24 |
| Patrick Roy        | Colorado Avalanche  | 63 | 3704:18 | 31 | 21 | 8  | 0   | 141 | 2  | .914 | 2.28 |
| Tommy Salo         | Edmonton Oilers     | 70 | 4164:00 | 27 | 28 | 13 | 7   | 162 | 2  | .914 | 2.33 |

## Playoff

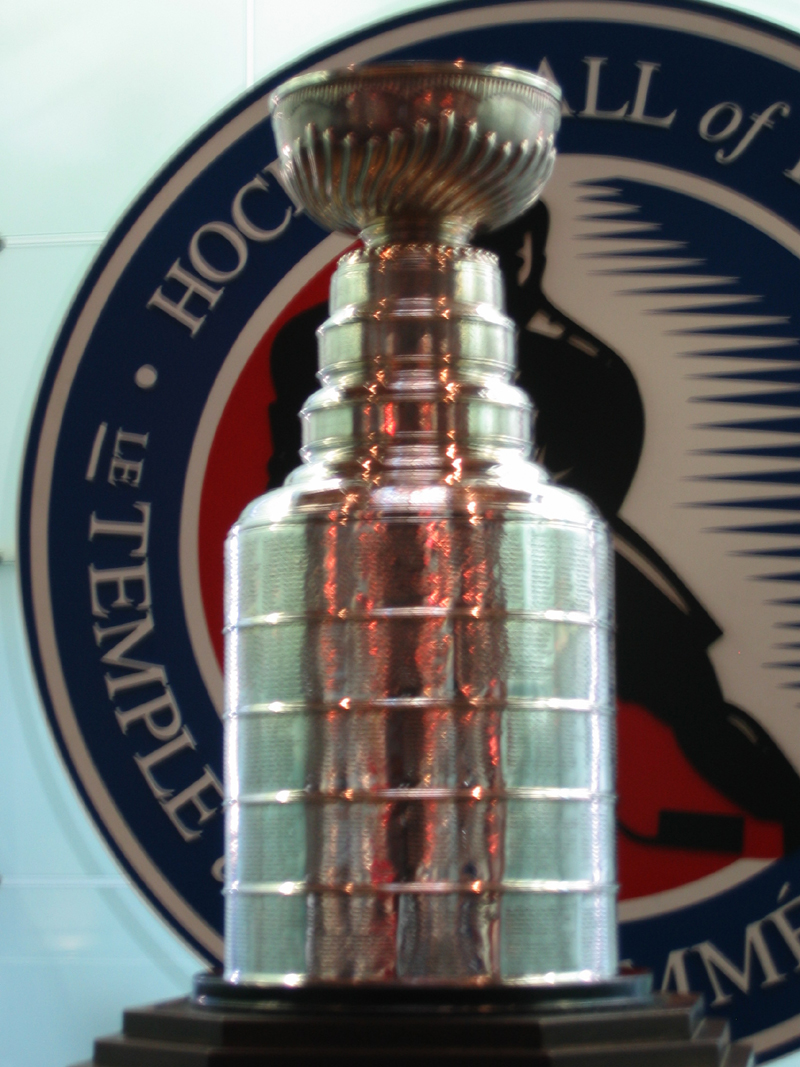
Il trofeo della Stanley Cup

Al termine della stagione regolare le migliori 16 squadre del campionato si sono qualificate per i playoff. I St. Louis Blues si aggiudicarono il Presidents' Trophy avendo ottenuto il miglior record della lega con 114 punti. I campioni di ciascuna Division conservarono il proprio ranking per l'intera durata dei playoff, mentre le altre squadre furono ricollocate nella graduatoria dopo ciascun turno.

### Tabellone playoff
In ciascun turno la squadra con il ranking più alto si sfidò con quella dal posizionamento più basso, usufruendo anche del vantaggio del fattore campo. Nella finale di Stanley Cup il fattore campo fu determinato dai punti ottenuti in stagione regolare dalle due squadre. Ciascuna serie, al meglio delle sette gare, seguì il formato 2–2–1–1–1: la squadra migliore in stagione regolare avrebbe disputato in casa Gara-1 e 2, (se necessario anche Gara-5 e 7), mentre quella posizionata peggio avrebbe giocato nel proprio palazzetto Gara-3 e 4 (se necessario anche Gara-6).
|  | Quarti di finale Conference | Quarti di finale Conference                      | Quarti di finale Conference |   |                     | Semifinali Conference | Semifinali Conference | Semifinali Conference |                    |                    | Finali Conference   | Finali Conference  | Finali Conference  |  |  | Finale Stanley Cup | Finale Stanley Cup | Finale Stanley Cup |
|  |                             |                                                  |                             |   |                     |                       |                       |                       |                    |                    |                     |                    |                    |  |  |                    |                    |                    |
|  | 1                           | Philadelphia Flyers                              | 4                           |   |                     | 1                     | Philadelphia Flyers   | 4                     |                    |                    |                     |                    |                    |  |  |                    |                    |                    |
|  | 8                           | Buffalo Sabres                                   | 1                           |   |                     | 7                     | Pittsburgh Penguins   | 2                     |                    |                    |                     |                    |                    |  |  |                    |                    |                    |
|  |                             |                                                  |                             |   |                     |                       |                       |                       |                    |                    |                     |                    |                    |  |  |                    |                    |                    |
|  | 2                           | Washington Capitals                              | 1                           |   |                     |                       |                       |                       | Eastern Conference | Eastern Conference | Eastern Conference  | Eastern Conference | Eastern Conference |  |  |                    |                    |                    |
|  | 2                           | Washington Capitals                              | 1                           |   |                     |                       |                       |                       | Eastern Conference | Eastern Conference | Eastern Conference  | Eastern Conference | Eastern Conference |  |  |                    |                    |                    |
|  | 7                           | Pittsburgh Penguins                              | 4                           |   |                     |                       |                       |                       |                    |                    |                     |                    |                    |  |  |                    |                    |                    |
|  | 7                           | Pittsburgh Penguins                              | 4                           |   |                     |                       |                       |                       |                    | 1                  | Philadelphia Flyers | 3                  |                    |  |  |                    |                    |                    |
|  |                             |                                                  |                             |   |                     |                       |                       |                       |                    | 1                  | Philadelphia Flyers | 3                  |                    |  |  |                    |                    |                    |
|  |                             | 4                                                | New Jersey Devils           | 4 |                     |                       |                       |                       |                    |                    |                     |                    |                    |  |  |                    |                    |                    |
|  | 3                           | 4                                                | New Jersey Devils           | 4 | Toronto Maple Leafs | 4                     |                       |                       |                    |                    |                     |                    |                    |  |  |                    |                    |                    |
|  | 3                           |                                                  |                             |   | Toronto Maple Leafs | 4                     |                       |                       |                    |                    |                     |                    |                    |  |  |                    |                    |                    |
|  | 6                           | Ottawa Senators                                  | 2                           |   |                     |                       |                       |                       |                    |                    |                     |                    |                    |  |  |                    |                    |                    |
|  | 6                           | Ottawa Senators                                  | 2                           |   |                     |                       |                       |                       |                    |                    |                     |                    |                    |  |  |                    |                    |                    |
|  |                             |                                                  |                             |   |                     |                       |                       |                       |                    |                    |                     |                    |                    |  |  |                    |                    |                    |
|  |                             |                                                  |                             |   |                     |                       |                       |                       |                    |                    |                     |                    |                    |  |  |                    |                    |                    |
|  | 4                           | New Jersey Devils                                | 4                           |   | 3                   | Toronto Maple Leafs   | 2                     |                       |                    |                    |                     |                    |                    |  |  |                    |                    |                    |
|  | 4                           | New Jersey Devils                                | 4                           |   | 3                   | Toronto Maple Leafs   | 2                     |                       |                    |                    |                     |                    |                    |  |  |                    |                    |                    |
|  | 5                           | Florida Panthers                                 | 0                           |   |                     | 4                     | New Jersey Devils     | 4                     |                    |                    |                     |                    |                    |  |  |                    |                    |                    |
|  | 5                           | Florida Panthers                                 | 0                           |   |                     |                       |                       |                       |                    | E4                 | New Jersey Devils   | 4                  |                    |  |  |                    |                    |                    |
|  |                             | (Accoppiamenti ristabiliti dopo il primo turno.) |                             |   |                     |                       |                       |                       |                    | E4                 | New Jersey Devils   | 4                  |                    |  |  |                    |                    |                    |
|  |                             | W2                                               | Dallas Stars                | 2 |                     |                       |                       |                       |                    |                    |                     |                    |                    |  |  |                    |                    |                    |
|  | 1                           | W2                                               | Dallas Stars                | 2 | St. Louis Blues     | 3                     |                       |                       | 2                  | Dallas Stars       | 4                   |                    |                    |  |  |                    |                    |                    |
|  | 1                           |                                                  |                             |   | St. Louis Blues     | 3                     |                       |                       | 2                  | Dallas Stars       | 4                   |                    |                    |  |  |                    |                    |                    |
|  | 8                           | San Jose Sharks                                  | 4                           |   |                     | 8                     | San Jose Sharks       | 1                     |                    |                    |                     |                    |                    |  |  |                    |                    |                    |
|  | 8                           | San Jose Sharks                                  | 4                           |   |                     | 8                     | San Jose Sharks       | 1                     |                    |                    |                     |                    |                    |  |  |                    |                    |                    |
|  |                             |                                                  |                             |   |                     |                       |                       |                       |                    |                    |                     |                    |                    |  |  |                    |                    |                    |
|  | 2                           | Dallas Stars                                     | 4                           |   |                     |                       |                       |                       |                    |                    |                     |                    |                    |  |  |                    |                    |                    |
|  | 2                           | Dallas Stars                                     | 4                           |   |                     |                       |                       |                       |                    |                    |                     |                    |                    |  |  |                    |                    |                    |
|  | 7                           | Edmonton Oilers                                  | 1                           |   |                     |                       |                       |                       |                    |                    |                     |                    |                    |  |  |                    |                    |                    |
|  | 7                           | Edmonton Oilers                                  | 1                           |   |                     |                       |                       |                       | 2                  | Dallas Stars       | 4                   |                    |                    |  |  |                    |                    |                    |
|  |                             |                                                  |                             |   |                     |                       |                       |                       | 2                  | Dallas Stars       | 4                   |                    |                    |  |  |                    |                    |                    |
|  |                             | 3                                                | Colorado Avalanche          | 3 |                     |                       |                       |                       |                    |                    |                     |                    |                    |  |  |                    |                    |                    |
|  | 3                           | 3                                                | Colorado Avalanche          | 3 | Colorado Avalanche  | 4                     |                       |                       |                    |                    |                     |                    |                    |  |  |                    |                    |                    |
|  | 3                           |                                                  |                             |   | Colorado Avalanche  | 4                     |                       |                       |                    |                    |                     |                    |                    |  |  |                    |                    |                    |
|  | 6                           | Phoenix Coyotes                                  | 1                           |   |                     |                       |                       |                       |                    |                    | Western Conference  | Western Conference | Western Conference |  |  |                    |                    |                    |
|  | 6                           | Phoenix Coyotes                                  | 1                           |   |                     |                       |                       |                       |                    |                    | Western Conference  | Western Conference | Western Conference |  |  |                    |                    |                    |
|  |                             |                                                  |                             |   |                     |                       |                       |                       |                    |                    |                     |                    |                    |  |  |                    |                    |                    |
|  | 4                           | Detroit Red Wings                                | 4                           |   | 3                   | Colorado Avalanche    | 4                     |                       |                    |                    |                     |                    |                    |  |  |                    |                    |                    |
|  | 4                           | Detroit Red Wings                                | 4                           |   | 3                   | Colorado Avalanche    | 4                     |                       |                    |                    |                     |                    |                    |  |  |                    |                    |                    |
|  | 5                           | Los Angeles Kings                                | 0                           |   |                     | 4                     | Detroit Red Wings     | 1                     |                    |                    |                     |                    |                    |  |  |                    |                    |                    |

### Stanley Cup
La finale della Stanley Cup 2000 è stata una serie al meglio delle sette gare che ha determinato il campione della National Hockey League per la stagione 1999-2000. I New Jersey Devils hanno sconfitto i Dallas Stars in sei partite e si sono aggiudicati la Stanley Cup per la seconda volta nella loro storia. Per i Devils si trattò del secondo successo in altrettante partecipazioni alla finale, mentre per gli Stars si trattò della seconda finale consecutiva.

## Premi NHL

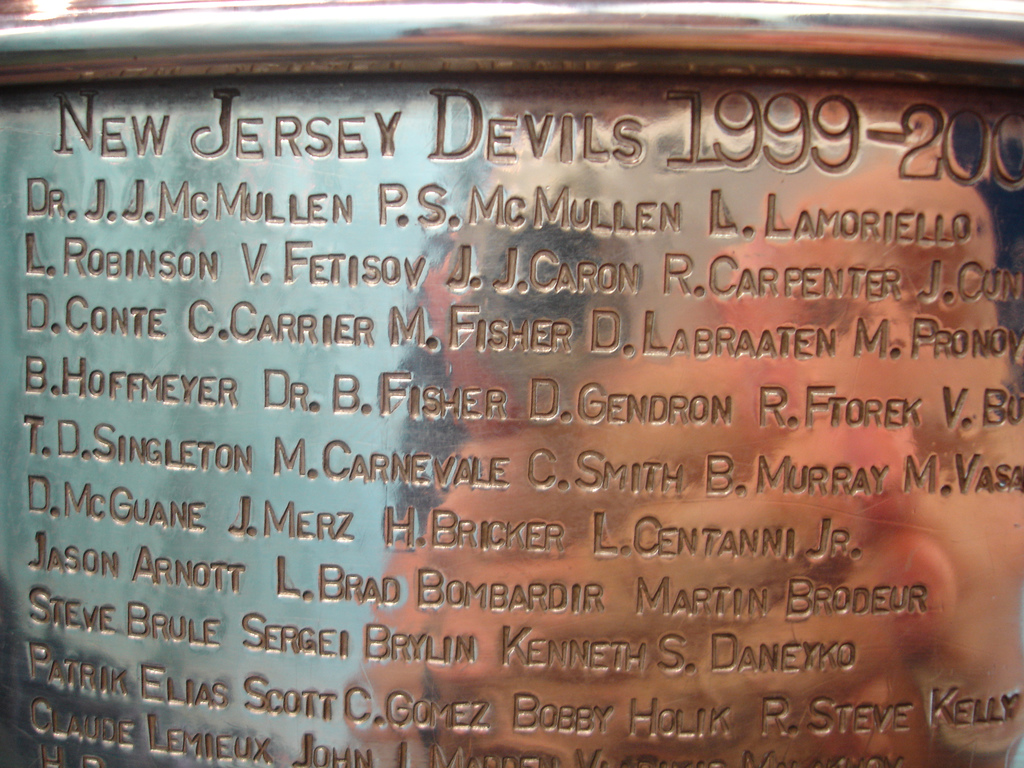
Dettaglio dell'incisione a mano dei giocatori e dei membri dello staff dei New Jersey Devils sul trofeo della Stanley Cup.

### Riconoscimenti
- Stanley Cup: New Jersey Devils
- Presidents' Trophy: St. Louis Blues
- Prince of Wales Trophy: New Jersey Devils
- Clarence S. Campbell Bowl: Dallas Stars
- Art Ross Trophy: Jaromír Jágr (Pittsburgh Penguins)
- Bill Masterton Memorial Trophy: Ken Daneyko (New Jersey Devils)
- Calder Memorial Trophy: Scott Gomez (New Jersey Devils)
- Conn Smythe Trophy: Scott Stevens (New Jersey Devils)
- Frank J. Selke Trophy: Steve Yzerman (Detroit Red Wings)
- Hart Memorial Trophy: Chris Pronger (St. Louis Blues)
- Jack Adams Award: Joel Quenneville (St. Louis Blues)
- James Norris Memorial Trophy: Chris Pronger (St. Louis Blues)
- King Clancy Memorial Trophy: Curtis Joseph (Toronto Maple Leafs)
- Lady Byng Memorial Trophy: Pavol Demitra (St. Louis Blues)
- Lester B. Pearson Award: Jaromír Jágr (Pittsburgh Penguins)
- Lester Patrick Trophy: Mario Lemieux, Craig Patrick, Lou Vairo
- Maurice Richard Trophy: Pavel Bure (Florida Panthers)
- NHL Foundation Player Award: Adam Graves (New York Rangers)
- NHL Plus/Minus Award: Chris Pronger (St. Louis Blues)
- Roger Crozier Saving Grace Award: Ed Belfour (Dallas Stars)
- Vezina Trophy: Olaf Kölzig (Washington Capitals)
- William M. Jennings Trophy: Roman Turek (St. Louis Blues)

### NHL All-Star Team
First All-Star Team
- Attaccanti: Brendan Shanahan • Steve Yzerman • Jaromír Jágr
- Difensori: Chris Pronger • Nicklas Lidström
- Portiere: Olaf Kölzig

Second All-Star Team
- Attaccanti: Paul Kariya • Mike Modano • Pavel Bure
- Difensori: Rob Blake • Eric Desjardins
- Portiere: Roman Turek

NHL All-Rookie Team
- Attaccanti: Simon Gagné • Scott Gomez • Mike York
- Difensori: Brian Rafalski • Brad Stuart
- Portiere: Brian Boucher